# Pigeonnier du Château de Beaulon
Le pigeonnier du château de Beaulon est un bâtiment à Saint-Dizant-du-Gua, une commune du département de la Charente-Maritime dans la région Nouvelle-Aquitaine en France. Le pigeonnier est inscrit au titre des monuments historiques le 16 décembre 1987.
Le pigeonnier au nord-ouest du château est circulaire et renferme 1 500 boulins. À l'intérieur, un système mobile d'échelles de bois sur potences permet d'accéder à tous les boulins.